# L'Abreuvoir à Marly-Le-Roi, gelée blanche
L'Abreuvoir à Marly-Le-Roi, gelée blanche est un tableau d'Alfred Sisley de 1876. Il appartint à François Depeaux, collectionneur de Sisley, et passa dans d'autres collections avant d'aboutir dans celle de Paul Mellon et au musée des beaux-arts de Virginie à Richmond aux États-Unis où il se trouve actuellement. Peint à Marly-le-Roi, il fait partie d'une série de Sisley considérée comme un des chefs-d'œuvre de l'impressionnisme. Il est reproduit sur le lieu de sa création sur un parcours du Pays des Impressionnistes.

## Contexte
Sisley emménage au 2 avenue de l'Abreuvoir à Marly durant l'hiver 1874-75 jusqu'en 1877. Il y explore le village et ses environs. D'une fenêtre de sa maison, il surplombe l'abreuvoir, dont il fit plusieurs études. Il consacre d'autres études au Parc. L'abreuvoir de Marly est alors le dernier vestige des cascades, bassins et fontaines des jardins conçus par Le Nôtre pour le château de Marly, villégiature de Louis XIV, détruit sous le Premier Empire. L'eau de la Seine était pompée et acheminée par l'aqueduc et la Machine de Marly, deux édifices figurant sur plusieurs toiles d'Alfred Sisley. Quand il s’installe à Marly-le-Roi, la fonction du bassin s'était muée en abreuvoir pour les chevaux et en lavoir pour le linge des villageoises de Louveciennes et de Marly, mais était le seul élément du domaine classé au titre des Monuments historiques depuis 1862
. Les statues des Chevaux de Marly qui ornaient l'abreuvoir avaient été déplacées sur la place de la Concorde à Paris.

## Description
C’est une huile sur toile qui mesure 37 × 54 cm. Elle représente l'abreuvoir de Marly à une période hivernale. 
Sur ce tableau, la vue comprend, sur la gauche, la rampe permettant aux chevaux d'entrer dans l'eau en été. Elle occupe une plus grande place dans Baignade de chevaux à Port-Marly D. 172. En modifiant légèrement sa position, Sisley figure davantage le village et ses habitations, au centre de cette composition, donnant peu d'importance au bassin, ce qui peut avoir été volontaire, selon Lisa Portnoy Stein. Le format plus horizontal de cette œuvre, comparé aux autres du groupe, accentue cette impression.
La route verglacée apparaît animée de touches de bleu, violet, jaunes, orange et gris clair, répondant en écho à des couleurs de mêmes tonalités ailleurs sur le tableau. Le bleu des toits d'ardoise, le gris violacé des arbres et le bleu pâle de l'abreuvoir évoquent un froid vif. Le soleil éclaire chaudement les pignons des maisons d'un orange qui se retrouve sur les cheminées du premier plan. Le ciel gris et couvert semble réchauffé par le fond beige-rosé affleurant sous la couche de peinture. La gamme de bleus, allant du mauve au gris-noir, est appliquée sur un fond beige transparaissant sous la dernière couche de peinture. L'eau du bassin et le gel reflètent le bleu de la composition tandis que le beige du fond s'intensifie par des rehauts bruns orangés mettant l'accent sur la route au premier plan et les murs des habitations.

## Analyse
Le tableau présente une plongée spectaculaire dans l'espace où le regard est guidé par les éléments saisonniers progressant de l'ombre à la lumière, ce que renforcent les irisations de la forte gelée sous le ciel clair.
Cette toile, qui se rapproche de L'Abreuvoir de Marly de Chicago (D. 169) et de L'Abreuvoir de Marly, neige (D. 157), est avec La Débâcle de la Seine à Port-Marly de Montserrat (D. 243) et L'Abreuvoir de Marly (D. 246) l'un des trois tableaux de 1876 récapitulant les toiles des années précédentes, et servit « d'envoi » avant le départ de l'artiste pour Sèvres en 1877.

## Reproduction sur un parcours du Pays des Impressionnistes

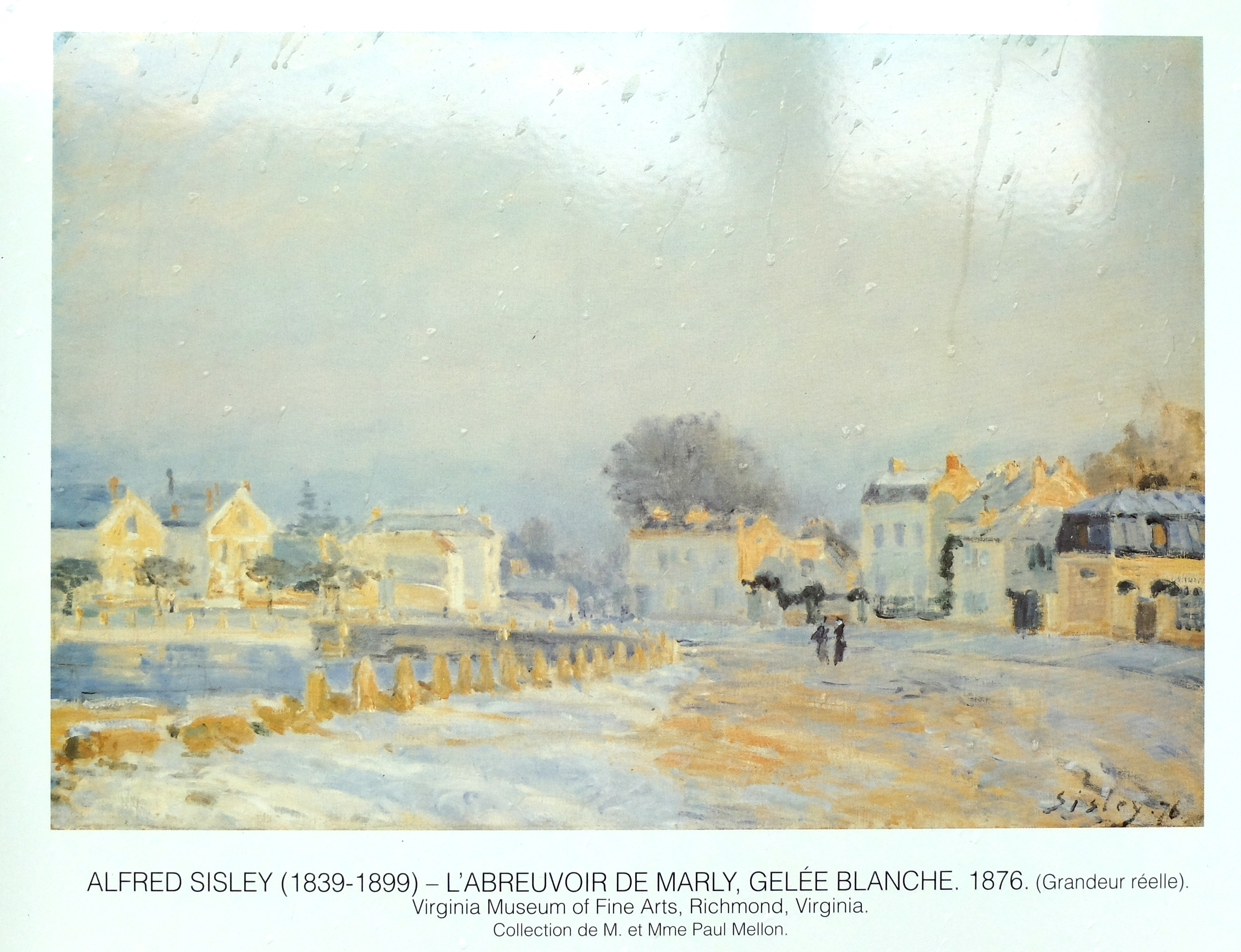
Reproduction de L'Abreuvoir à Marly-Le-Roi, gelée blanche dans le domaine national de Marly-le-Roi au-dessus de l'abreuvoir de Marly.

Une reproduction du tableau grandeur réelle est exposée depuis les années 1990 près de l'endroit de sa création, le long d'un parcours du Pays des Impressionnistes dans le domaine national de Marly-le-Roi, non loin d'un des deux Chevaux de Marly, dont des reproductions ornent le promontoire au-dessus de l'abreuvoir de Marly depuis 1985. Sisley plaça son chevalet en fait en contrebas de la terrasse où se situe la reproduction. Il s'est rapproché de l'abreuvoir en descendant le long de la route de la Côte du Cœur-Volant, en premier plan sur la toile, pour se concentrer sur les constructions.

## Origine[5]
- François Depeaux, Rouen
- Vendu Galerie Georges Petit, Paris, 31 mai-1er juin 1906, acheté Paul Durand-Ruel pour 8 000 francs
- Vendu le 17 novembre 1913 à Paul Cassirer, Berlin
- Dr Curt Hirschland (Kurt Hirschland (de)), Essen
- Wildenstein, New York
- Mme Hirschland, New York
- M. et Mme Paul Mellon
- Virginia Museum of Fine Arts, Collection de M. et Mme Paul Mellon, Richmond.

## Série
Sisley peignit ce sujet sur une vingtaine de toiles avec des points de vue et à des saisons différents. Le printemps précédent, il peignit L'Abreuvoir de Marly, 1875, (Institut d'art de Chicago). Les toiles de Sisley figurant l'abreuvoir et L'Inondation à Port-Marly sont deux séries de chefs-d'œuvre de l'impressionnisme comparables à la série sur La Gare Saint-Lazare de Claude Monet, à La Balançoire et au Bal du moulin de la Galette d'Auguste Renoir, aux Champs de blé de Berthe Morisot et aux Vues de Pontoise et aux Toits rouges de Camille Pissarro.
De sa maison, le peintre pouvait voir l'abreuvoir qui devint un sujet de prédilection lors de son séjour à Marly. Ce sujet, qui tranche avec les figurations de salon du XVIII et du début du XIXe siècle, intéresse Sisley, non pas comme souvenir des fastes de l'Ancien Régime ou sa destination première d'ornement du paysage, mais pour son usage domestique et utilitaire,. Ni Monet, ni Pissarro, ni Renoir ne s’intéressèrent à ces vestiges royaux. Sisley ne peint pas les jardins du château de Marly, semblant délibérément leur tourner le dos.
Entre chaque peinture, Sisley s'est peu déplacé mais le changement de l'arrière plan est spectaculaire, prouvant sa capacité à varier les vues d'une section limitée de paysage.

## Liste
| Titre                                                                              | Musée                                                    | Ville                | Pays        | Technique       | Dimensions (cm) | Année | #,   | Illus.              |
| ---------------------------------------------------------------------------------- | -------------------------------------------------------- | -------------------- | ----------- | --------------- | --------------- | ----- | ---- | ------------------- |
| L'Abreuvoir de Marly                                                               | Musée Pola                                               | Hakone               | Japon       | Huile sur toile | 98,1 x 130,5    | 1873  | D69  |                     |
| L'Abreuvoir de Marly-le-Roi                                                        | National Gallery                                         | Londres              | Royaume-Uni | Huile sur toile | 49,5 × 65,4     | 1875  | D152 |                     |
| L'Abreuvoir de Marly-le-Roi, neige ou Jour d'hiver à Marly                         | Collection Millicent Rogers (en)                         | New York             |             | Huile sur toile | 50 × 65         | 1875  | D154 |                     |
| Abreuvoir de Marly en hiver                                                        | Collection particulière                                  |                      |             | Huile sur toile | 50 × 65         | 1875  | D155 | [[Fichier:\|100px]] |
| Neige à Marly-le-Roi                                                               | Collection particulière                                  |                      |             | Huile sur toile | 38 x 55         | 1875  |      |                     |
| L'Abreuvoir de Marly, neige                                                        | Collection particulière (Ancienne collection Ernest May) |                      |             | Huile sur toile | 38 x 55         | 1875  | D157 |                     |
| Bassin de Marly                                                                    | Kunsthaus de Zurich                                      | Zurich               | Suisse      | Huile sur toile | 46 × 61         | 1875  | D158 |                     |
| L'Abreuvoir de Marly                                                               | Art Institute of Chicago                                 | Chicago              | États-Unis  | Huile sur toile | 39.5 × 56.2     | 1875  | D169 |                     |
| Le Quatorze Juillet à Marly-le-Roi                                                 | The Higgins Art Gallery & Museum                         | Bedford              | Angleterre  | Huile sur toile | 53 × 72         | 1875  | D170 |                     |
| L'Abreuvoir de Marly en été                                                        | Collection particulière, Jacques Guerlain                |                      |             | Huile sur toile | 46 x 65         | 1875  | D171 |                     |
| Baignade de chevaux à Port-Marly, ou L'Abreuvoir de Marly                          | Virginia Museum of Fine Arts                             | Richmond             | États-Unis  | Huile sur toile | 38 × 61         | 1875  | D172 |                     |
| La Seine à Port-Marly, L'abreuvoir à Marly-le-roi                                  | Guarisco Gallery                                         | Washington           | États-Unis  | Huile sur toile | 32.5 x 41.3     | 1875  | D173 |                     |
| La Débâcle de la Seine à Port-Marly                                                | Musée de Montserrat                                      | Abbaye de Montserrat | Espagne     | Huile sur toile | 38 × 55         | 1876  | D243 |                     |
| L'Abreuvoir à Marly-Le-Roi, gelée blanche                                          | Musée des beaux-arts de Virginie                         | Richmond             | États-Unis  | Huile sur toile | 37 × 54         | 1876  | D244 |                     |
| Hiver - Effet de neige - la Route de l'Abreuvoir                                   | Palais des beaux-arts de Lille                           | Lille                | France      | Huile sur toile | 46 × 55         | 1876  | D247 |                     |
| Effet de neige à Marly-le-Roi (autre titre, inexact, Effet de neige à Louveciennes | Musée national des Beaux-Arts                            | Buenos Aires         | Argentine   | Huile sur toile | 50 × 61.5       | 1876  | D195 |                     |
| Rue à Marly, Entrée du Village                                                     | Dickinson Gallery, London and New York                   |                      |             | Huile sur toile | 48 x 63.5       | 1876  | D242 |                     |